# Benalup-Casas Viejas
Benalup-Casas Viejas is een gemeente in de Spaanse provincie Cádiz in de regio Andalusië met een oppervlakte van 61 km². In 2007 telde Benalup-Casas Viejas 7038 inwoners.
Op 11 januari 1933 vonden in het dorp Casas Viejas tijdens de anarchistische Januariopstand de zogenaamde gebeurtenissen van Casas Viejas plaats, waarbij tijdens confrontaties tussen arbeiders en de Guardia Civil 21 doden vallen. Deze gebeurtenissen schokten de Spaanse publieke opinie door de wreedheid ervan.

## Demografische ontwikkeling
Bron: INE, 2001-2011: volkstellingen
Opm.: Tot 1991 behoorde Benalup-Casas Viejas tot de gemeente Medina Sidonia